# 歐洲特快車
《歐洲特快車》是丹麥導演拉斯·馮·提爾在1991年的電影作品，也是「歐洲三部曲」的最後一部電影。該片演員來自許多國家，包括法裔美籍、德國、美國、瑞典。本片受到丹麥童書《火車》（Toget）和法蘭茲·卡夫卡的《美國》（Amerika）的影響，尤其後者更影響了片名。
電影裡火車公司「參卓帕」（Zentropa）後來也成為拉斯·馮·提爾在丹麥成立的電影公司名稱，这是模仿德国铁路的卧铺及餐饮服务公司米托帕（Mitropa）。

## 劇情
1945年二次大戰結束後，德裔美國青年李歐波·凱斯勒決定返回仍然被美軍佔領的德國，並在叔叔的幫助下在參卓帕鐵路擔任臥舖列車的見習車掌，並與參卓帕老闆麥斯·哈特門的女兒凱薩琳娜·哈特門墜入情網，而後李歐波被迫捲入親納粹恐怖分子的攻擊行動當中。

## 拍攝手法
《歐洲特快車》以其實驗性的拍攝手法聞名，全片大多為黑白，並不時參雜彩色片段；電影的拍攝分為遠景和近景，遠景在波蘭拍攝，近景則在丹麥攝影棚內拍攝，最後再將兩者影像相疊而成，部分畫面甚至重疊了十五個影像。由於先在波蘭拍攝遠景，因此必須精準計算好重疊效果，拉斯·馮·提爾為此畫了800個分鏡表，以避免畫面出現誤差而造成成果失敗。

## 佚事
- 由於另一部美國電影《歐羅巴!歐羅巴!》(Europa Europa)的關係，為免兩者混淆，在美國上映時片名成《參卓帕》(Zentropa)。
- 拉斯·馮·提爾本人在片中客串了一位偷東西被逮到的猶太人。
- 本片在坎城影展獲得三個獎項，拉斯·馮·提爾在明白自己不會獲得金棕櫚獎時，向評審比出中指並怒氣沖沖地離開會場。[1]

## 獎項
| 獎項               | 獎項             | 受獎者                              | 階段／結果 |
| ------------------ | ---------------- | ----------------------------------- | ---------- |
| 第44屆坎城影展     | 金棕櫚獎         | 歐洲特快車 丹麥                     | 提名       |
| 第44屆坎城影展     | 評審團獎         |                                     | 獲獎       |
| 第44屆坎城影展     | 最佳藝術貢獻獎   |                                     | 獲獎       |
| 第44屆坎城影展     | 最佳技術大獎     |                                     | 獲獎       |
| 1992年波迪獎       | 最佳丹麥電影     | 歐洲特快車                          | 獲獎       |
| 1992年羅伯獎       | 最佳丹麥電影     | 歐洲特快車                          | 獲獎       |
| 1992年羅伯獎       | 最佳攝影         |                                     | 獲獎       |
| 1992年羅伯獎       | 最佳剪輯         |                                     | 獲獎       |
| 1992年羅伯獎       | 最佳原創電影配樂 | Joachim Holbek                      | 獲獎       |
| 1992年羅伯獎       | 最佳製片         | Peter Aalbæk Jensen、Bo Christensen | 獲獎       |
| 1992年羅伯獎       | 最佳音效         |                                     | 獲獎       |
| 1992年羅伯獎       | 最佳特效         |                                     | 獲獎       |
| 斯德哥爾摩國際影展 | 銅馬獎           | 歐洲特快車                          | 獲獎       |
| 錫切斯影展         | 最佳影片         | 歐洲特快車                          | 獲獎       |
| 錫切斯影展         | 最佳攝影         |                                     | 獲獎       |